# Orm Finnendahl
Orm Finnendahl (* 1963 in Düsseldorf) ist ein deutscher Komponist.

## Leben
Finnendahl studierte von 1983 bis 1990 Komposition und Musikwissenschaft bei Frank Michael Beyer, Carl Dahlhaus und Gösta Neuwirth in Berlin. Er studierte dann von 1995 bis 1998 bei Helmut Lachenmann an der Hochschule für Musik und Darstellende Kunst Stuttgart. Von 1988 bis 1989 lernte er am California Institute of the Arts in Los Angeles.
Er war von 1991 bis 1995 Leiter der Kreuzberger Klangwerkstatt. Er lehrte am Elektronischen Studio der Technischen Universität Berlin und leitete von 1996 bis 2001 das Institut für Neue Musik der Hochschule der Künste Berlin. Von 2000 bis 2004 war er Hochschullehrer am Institut für Computermusik und Elektronische Medien der Folkwang-Hochschule im Ruhrgebiet. 2004 wurde er Professor für Komposition an der Hochschule für Musik Freiburg. Dort führte er das Studio für elektronische Musik. Seit 2013 ist Orm Finnendahl Professor für Komposition an der Hochschule für Musik und Darstellende Kunst Frankfurt am Main.

## Auszeichnungen
- 1997: Kompositionspreis der Landeshauptstadt Stuttgart
- 1999: Busoni-Kompositionspreis der Akademie der Künste in Berlin
- 2001: Prix Ars Electronica
- 2001: Preisträger CYNETART-Festival in Dresden